# Camponotus wasmanni
Camponotus wasmanni é uma espécie de inseto do gênero Camponotus, pertencente à família Formicidae.